# Хейккі Клеметті
Хейккі Клеметті (фін. Heikki Klemetti, 4 лютого 1876, Куортане, Велике князівство Фінляндське у складі Російської імперії — 26 серпня 1953, Гельсінкі, Фінляндія) — фінський композитор, музикант, хормейстер, музичний критик, родоначальник Фінської школи хоральної музики.

## Біографія
Вивчав філософію в Гельсінському університеті, а потім — музику в оркестровій школі. Далі вступив до Берлінської музичної академії та консерваторії Штерна. Магістр мистецтв з 1899 року.
В період 1909—1919 років — викладав історію музики в музичному інституті Гельсінкі.
З 1916 року — викладав церковну музику в Гельсінському університеті.
З 1923 року — професор Гельсінського університету.
В 1936 році — отримав звання почесного доктора факультету філософії.
В 1946 році — отримав звання почесного доктора теології.
Хейккі Клеметті — піонер фінського хорового співу. В 1900 році він заснував знаменитий чоловічий хор Suomen Laulu — перший чоловічий хор Фінляндії. В 1907 році хор став змішаним. З ним він в період з 1901 до 1925 років здійснив декілька поїздок Скандинавією та Європою. А у 1939 році — в США. Керівництвом хору Клеметті займався до 1942 року.
Крім того, він був керівником інших хорів, серед яких хор Гельсінського університету. А також написав декілька книг та статей з хорової музики. Наприклад, «Історію музики» (декілька томів, з 1916 року) і підручники з хорового співу (1917 та 1920 рік).
Його збірка шкільних пісень «Piae Cantiones» (1911) широко розповсюджена серед фінських хорів. Він автор творів для різних типів хорів, популярної музики та антифон (зібраних та офіційно затверджених в якості псалтиря державної церкви Фінляндії в 1924 році). Також створював пісні для хорової школи (3 томи, 1927—1928) та твори церковної музики.
Як музичний критик писав для кількох газет та журналів Суомі.
Похований на кладовищі Гієтаніємі в Гельсінкі.